# Robert Benson
Robert John "Bobby" Benson (Davidson, Saskatchewan, 18 de maig de 1894 - Winnipeg, Manitoba, 7 de setembre de 1965) va ser un jugador d'hoquei sobre gel canadenc que va competir a començaments del segle xx.
El 1920, un cop superada la Primera Guerra Mundial, va prendre part en els Jocs Olímpics d'Anvers, on guanyà la medalla d'or en la competició d'hoquei sobre gel.
A nivell de clubs jugà en nombrosos equips entre 1912 i 1931. Destaquen el Winnipeg Falcons, el Calgary Tigers, el Boston Bruins o l'Edmonton Eskimos.